# 인천안목 권상
인천안목 권상(人天眼目 卷上)은 서울특별시 종로구 서울역사박물관에 있는 조선시대의 책이다. 2011년 9월 8일 서울특별시의 유형문화재 제317호로 지정되었다.

## 지정사유
인천안목이란 “인간과 천상의 일체가 모두 중생의 안목이 된다.”는 뜻으로 이 책은 송나라의 고승
인 지소(智昭)가 당시의 중국 선문 5가(五家), 즉 임제종·운문종·조동종·위앙종·법안종 등 5종의
강요(綱要)와 이 종파 조사(祖師)의 유고·잔게(殘偈)·칭제(稱提)·수시(垂示) 등을 모아 그 특징을
밝힌 것이다.
원나라에서 간행된 판본을 바탕으로 조선 태조 4년(1395)에 무학대사가 회암사에서 거듭 간행한
판본으로, 비록 결본이나 보물로 지정된 완질본과 동일본으로 조선시대 간본의 형식을 잘 갖추고
있다.

## 조사보고서
인천안목이란 “인간과 천상의 일체가 모두 중생의 안목이 된다.”는 뜻이다. 이 책은 송나라의 고승인 지소(智昭)가 당시의 중국 선문 5가(五家), 즉 임제종·운문종·조동종·위앙종·법안종 등 5종의 강요(綱要)와 이 종파 조사(祖師)의 유고·잔게(殘偈)·칭제(稱提)·수시(垂示) 등을 모아 그 특징을 밝힌 것이다.
서울역사박물관 소장의 상권 1책은 기 보물로 지정된 상․중․하 3권으로 된 완질본의 상권과 비교해 보면 동일한 판본임을 알 수 있으며, 현재 완질본 3종은 보물 제640호(아단문고 소장), 보물 제1015호(단양 구인사 소장), 보물 제1094호(삼성출판박물관 소장)로 지정되어 있다.
상권의 권미에는 “자덕대부자정사강공금강졸중중판유/경사고려대성수경선사/지정십칠년정유삼일송월한인옥전지(資德大夫資正使姜公金剛卒衆重板留/京師高麗大聖壽慶禪寺/至正十七年丁酉三日松月閑人玉田誌)” 라는 기록이 있는데 “강금강이 죽자 1357년(공민왕 6)에 중간하고, 목판은 원나라에 있던 고려의 수경선사에 두었다. 송월한인 옥전은 적는다.”라는 의미이다. 그런데 보물로 지정된 완질본 하권의 권미에는 이 기록과 함께 홍무 을해(태조4,1395)년 10월에 적은 목은 이색(1328~1396)의 지(誌)와 왕사였던 묘엄존자 무학(無學)의 관직 등이 있고, 마지막 행에 “회암사유판(檜嵓寺留板)”이라고 되어 있다.
이러한 기록들을 종합 해보면 이 책은 원나라에서 간행된 판본을 바탕으로 조선 태조 4년(1395)에 무학대사가 회암사에서 거듭 간행한 판본으로 보인다. 판식은 사주쌍변, 유계, 내향흑어미로 되어 있으며 행자수는 10행 20자이며 조선시대 간본의 형식을 잘 갖추고 있다.
이 책은 원나라에서 간행된 판본을 바탕으로 조선 태조 4년(1395)에 무학대사가 회암사에서 거듭 간행한 판본으로 비록 상권만 전하는 결본이나, 보물로 지정된 완질본과 동일본이고 보존상태도 좋으며 조선시대 간본의 형식을 잘 갖추고 있다.

## 참고 자료
- 인천안목 권상 - 국가유산청 국가유산포털